# Unione Sportiva Fiorenzuola 1922 1996-1997
Questa pagina raccoglie le informazioni riguardanti l'Unione Sportiva Fiorenzuola 1922 nelle competizioni ufficiali della stagione 1996-1997.

## Stagione
Nella stagione 1996-1997 il Fiorenzuola disputa il quarto campionato della sua storia in Serie C1.
Dopo aver mancato l'approdo nei play-off al termine del campionato precedente la dirigenza decide di cambiare allenatore affidandosi a Luigi Capuzzo, proveniente dal Giorgione.
In campionato i valdardesi sono inseriti nel girone A, mentre in Coppa Italia Serie C, che il Fiorenzuola torna a disputare sin dal primo turno non partecipando alla Coppa Italia, il Fiorenzuola si trova subito di fronte il Lumezzane, squadra militante nel girone A di Serie C2. La partita d'andata si gioca il 24 agosto in casa dei bresciani che vincono per 3-1. Nel ritorno al Comunale, quattro giorni dopo, i rossoneri non riescono a rimontare, pareggiando per 0-0 e abbandonando così la competizione.
Alla vigilia dell'inizio di campionato il Fiorenzuola viene inserito tra le pretendenti ad un posto nei play-off. La prima giornata di campionato si gioca il primo settembre e vede i rossoneri ospiti della Spal con la partita che si conclude per 0-0. Nelle quattro giornate successive il Fiorenzuola ottiene un pareggio e tre sconfitte ritrovandosi ultimo in classifica alle spalle dell'Alzano Virescit. Questi risultati deludenti convincono la società ad esonerare Capuzzo e a sostituirlo con Alberto Cavasin che aveva portato il Gualdo ai play-off di Serie C1 nella stagione precedente. L'arrivo di Cavasin inizialmente non cambia il trend in corso: nelle prime sette giornate sotto l'allenatore trevigiano il Fiorenzuola ottiene due pareggi (contro Como e Novara) e cinque sconfitte rimanendo ancorato all'ultima posizione dietro la Pistoiese. Proprio nella sfida con gli arancioni toscani, l'8 dicembre alla tredicesima giornata arriva la prima vittoria stagionale, 1-0 grazie ad un gol del difensore Sala.
Dopo questa vittoria i rossoneri ottengono altre cinque vittorie consecutive tra la fine del girone d'andata e l'inizio del girone di ritorno avvicinandosi al record di sette vittorie consecutive detenuto dal Bologna e ritrovandosi dopo la diciottesima giornata fuori dalla zona retrocessione, al decimo posto in classifica con 22 punti.
Nelle giornate successive l'andamento del Fiorenzuola si stabilizza e, grazie ai molti pareggi (undici nel solo girone di ritorno), i rossoneri ottengono la salvezza matematica con due giornate d'anticipo pareggiando per 1-1 contro l'Alzano Virescit con rete di Millesi. A fine stagione i rossoneri chiudono in dodicesima posizione con 42 punti.
I giocatori più presenti in campionato risultano Sala e Vecchi con 32 presenze, mentre quello con più reti segnate è Millesi a quota 6.

## Organigramma societario
Fonte:
Area direttiva
- Presidente: Antonio Villa
- Vicepresidente: Roberto Bricchi
- Segretario: Angelo Gardella

Area tecnica
- General manager: Riccardo Francani
- Allenatore: Luigi Capuzzo, poi Alberto Cavasin
- Allenatore in seconda: Paolo Guarneri
- Preparatore dei portieri: Giuseppe Zinetti

## Rosa[4]
Sono in corsivo i giocatori che hanno lasciato la società durante la stagione.

## Calciomercato

### Sessione estiva
I giocatori acquistati durante il calciomercato estivo sono i portieri Colombo e Roma in prestito rispettivamente da Milan e Lazio, i difensori Binchi in prestito dalla Fiorentina, Gorrini che rientra dal prestito al Valdagno, Micco dall'Iperzola, Pecorari in prestito dalla Juventus, e Presicci dall'Arezzo. I centrocampisti Bolla dal Parma, Consonni dalla Juventus, Ferraresso dal Leffe, Savi dal Bologna e Vigiani in prestito dalla Fiorentina. Gli attaccanti Curti dalla Soresinese, Giordano dal Chievo e Lunini dal Brescia. Viene anche riscattata la comproprietà di Trapella dal Piacenza, ma il centrocampista biellese non resta in rossonero, venendo subito girato alla Reggina.
Lasciano Fiorenzuola i portieri Rubini che passa al Ravenna in Serie B, e Mordenti che torna al Torino per fine prestito. Tra i difensori se ne vanno il capitano Rocco Crippa che si trasferisce al Brescello allenato dall'ex mister fiorenzuolano Giancarlo D'Astoli, Da Rold che passa al Verona, Foglio che torna all'Atalanta per fine prestito, Galletti ceduto al Modena, Oddo che torna al Milan per fine prestito e Turrà che passa al Carpi. A centrocampo si trasferiscono Bottazzi (al Modena), Brevi (alla Triestina), Centanni (al Brescello), Ferronato (alla Spal) e Scazzola (al Genoa). Se ne vanno anche gli attaccanti Clementi, De Min e Nitti che passano rispettivamente a Udinese, Leffe e Modena.
| Acquisti | Acquisti          | Acquisti   | Acquisti              |
| R.       | Nome              | da         | Modalità              |
| -------- | ----------------- | ---------- | --------------------- |
| P        | Roberto Colombo   | Milan      | prestito              |
| P        | Flavio Roma       | Lazio      | prestito              |
| D        | Nicola Binchi     | Fiorentina | prestito              |
| D        | Andrea Gorrini    | Valdagno   | fine prestito         |
| D        | Franco Micco      | Iperzola   |                       |
| D        | Marco Pecorari    | Juventus   | prestito              |
| D        | Gianluca Presicci | Arezzo     |                       |
| C        | Alec Bolla        | Parma      |                       |
| C        | Luigi Consonni    | Juventus   |                       |
| C        | Piero Ferraresso  | Leffe      |                       |
| C        | Roberto Savi      | Bologna    |                       |
| C        | Cristian Trapella | Piacenza   | riscatto comproprietà |
| C        | Luca Vigiani      | Fiorentina | prestito              |
| A        | Pierpaolo Curti   | Soresinese |                       |
| A        | Andrea Giordano   | Chievo     |                       |
| A        | Claudio Lunini    | Brescia    |                       |

| Cessioni | Cessioni             | Cessioni  | Cessioni      |
| R.       | Nome                 | a         | Modalità      |
| -------- | -------------------- | --------- | ------------- |
| P        | Luca Mordenti        | Torino    | fine prestito |
| P        | Hugo Rubini          | Ravenna   |               |
| D        | Rocco Crippa         | Brescello |               |
| D        | Andrea Da Rold       | Verona    |               |
| D        | Paolo Foglio         | Atalanta  | fine prestito |
| D        | Roberto Galletti     | Modena    |               |
| D        | Massimo Oddo         | Milan     | fine prestito |
| D        | Pietro Turrà         | Carpi     |               |
| C        | Andrea Bottazzi      | Modena    |               |
| C        | Ezio Brevi           | Triestina |               |
| C        | Emiliano Centanni    | Brescello |               |
| C        | Alessandro Ferronato | SPAL      |               |
| C        | Cristiano Scazzola   | Genoa     |               |
| C        | Cristian Trapella    | Reggina   |               |
| A        | Claudio Clementi     | Udinese   |               |
| A        | Michele De Min       | Leffe     |               |
| A        | Claudio Nitti        | Modena    |               |

### Sessione autunnale-invernale
Tra l'autunno e l'inverno arrivano il portiere Fabbri dal Perugia, Baronchelli dal Brescia (per 200 milioni di lire), Farris dall'Atletico Catania e Milana dall'Ascoli. I centrocampisti Coti dal Padova, Maenza (dal Cesena, dove era rientrato dal prestito allo Spezia), Pisciotta dal Palermo e gli attaccanti Matticari dalla Fermana e Tacchi dall'Atletico Catania. Con il Monza viene conclusa una doppia operazione: Omar Milanetto si trasferisce ai brianzoli in cambio dell'attaccante Orazio Millesi e di un conguaglio in denaro. Nel frattempo se ne vanno Di Cintio, che passa al Modena, Micco (al Livorno), Presicci (al Pisa), Bolla (alla Fermana in prestito), Curti (al Tecnoleno), Giordano (al Novara) e Lunini (alla Pro Patria) che lasciano i rossoneri dopo pochi mesi dal loro arrivo.
| Acquisti | Acquisti               | Acquisti         | Acquisti |
| R.       | Nome                   | da               | Modalità |
| -------- | ---------------------- | ---------------- | -------- |
| P        | Paolo Fabbri           | Perugia          |          |
| D        | Giuseppe Baronchelli   | Brescia          |          |
| D        | Massimiliano Farris    | Atletico Catania |          |
| D        | Manuel Milana          | Ascoli           |          |
| C        | Gianluca Coti          | Padova           |          |
| C        | Vincenzo Maenza        | Cesena           | prestito |
| C        | Massimiliano Pisciotta | Palermo          |          |
| A        | Gianni Matticari       | Fermana          |          |
| A        | Orazio Millesi         | Monza            |          |
| A        | Maurizio Tacchi        | Atletico Catania |          |

| Cessioni | Cessioni          | Cessioni   | Cessioni |
| R.       | Nome              | a          | Modalità |
| -------- | ----------------- | ---------- | -------- |
| D        | Andrea Di Cintio  | Modena     |          |
| D        | Franco Micco      | Livorno    |          |
| D        | Gianluca Presicci | Pisa       |          |
| C        | Alec Bolla        | Fermana    | prestito |
| C        | Omar Milanetto    | Monza      |          |
| A        | Pierpaolo Curti   | Tecnoleno  |          |
| A        | Andrea Giordano   | Novara     |          |
| A        | Claudio Lunini    | Pro Patria |          |

## Risultati

### Serie C1

#### Girone di andata
| 1º settembre 1996 1ª giornata | SPAL | 0 – 0 | Fiorenzuola |  |

| 8 settembre 1996 2ª giornata | Fiorenzuola | 0 – 0 | Saronno |  |

| 15 settembre 1996 3ª giornata | Prato | 3 – 1 | Fiorenzuola |  |

| 22 settembre 1996 4ª giornata | Fiorenzuola | 1 – 2 | Spezia |  |

| 29 settembre 1996 5ª giornata | Modena | 3 – 2 | Fiorenzuola |  |

| 6 ottobre 1996 6ª giornata | Fiorenzuola | 1 – 2 | Brescello |  |

| 20 ottobre 1996 7ª giornata | Fiorenzuola | 1 – 3 | Treviso |  |

| 27 ottobre 1996 8ª giornata | Novara | 0 – 0 | Fiorenzuola |  |

| 3 novembre 1996 9ª giornata | Fiorenzuola | 2 – 2 | Como |  |

| 10 novembre 1996 10ª giornata | Carrarese | 1 – 0 | Fiorenzuola |  |

| 24 novembre 1996 11ª giornata | Fiorenzuola | 0 – 5 | Carpi |  |

| 1º dicembre 1996 12ª giornata | Monza | 1 – 0 | Fiorenzuola |  |

| 8 dicembre 1996 13ª giornata | Fiorenzuola | 1 – 0 | Pistoiese |  |

| 15 dicembre 1996 14ª giornata | Siena | 1 – 2 | Fiorenzuola |  |

| 22 dicembre 1996 15ª giornata | Alzano Virescit | 0 – 1 | Fiorenzuola |  |

| 29 dicembre 1996 16ª giornata | Fiorenzuola | 2 – 1 | Montevarchi |  |

| 12 gennaio 1997 17ª giornata | Alessandria | 0 – 1 | Fiorenzuola |  |

#### Girone di ritorno
| 19 gennaio 1997 17ª giornata | Fiorenzuola | 3 – 1 | SPAL |  |

| 26 gennaio 1997 19ª giornata | Saronno | 2 – 1 | Fiorenzuola |  |

| 2 febbraio 1997 20ª giornata | Fiorenzuola | 1 – 0 | Prato |  |

| 9 febbraio 1997 21ª giornata | Spezia | 1 – 1 | Fiorenzuola |  |

| 16 febbraio 1997 22ª giornata | Fiorenzuola | 0 – 0 | Modena |  |

| 23 febbraio 1997 23ª giornata | Brescello | 1 – 1 | Fiorenzuola |  |

| 2 marzo 1997 24ª giornata | Treviso | 1 – 0 | Fiorenzuola |  |

| 9 marzo 1997 25ª giornata | Fiorenzuola | 0 – 0 | Novara |  |

| 16 marzo 1997 26ª giornata | Como | 0 – 0 | Fiorenzuola |  |

| 29 marzo 1997 27ª giornata | Fiorenzuola | 1 – 1 | Carrarese |  |

| 6 aprile 1997 28ª giornata | Carpi | 0 – 1 | Fiorenzuola |  |

| 13 aprile 1997 29ª giornata | Fiorenzuola | 1 – 1 | Monza |  |

| 20 aprile 1997 30ª giornata | Pistoiese | 0 – 0 | Fiorenzuola |  |

| 27 aprile 1997 31ª giornata | Fiorenzuola | 2 – 1 | Siena |  |

| 4 maggio 1997 32ª giornata | Fiorenzuola | 1 – 1 | Alzano Virescit |  |

| 11 maggio 1997 33ª giornata | Montevarchi | 2 – 2 | Fiorenzuola |  |

| 18 maggio 1997 34ª giornata | Fiorenzuola | 2 – 2 | Alessandria |  |

## Statistiche

### Statistiche di squadra
| Competizione         | Punti | Totale | Totale | Totale | Totale | Totale | Totale | DR |
| Competizione         | Punti | G      | V      | N      | P      | Gf     | Gs     | DR |
| -------------------- | ----- | ------ | ------ | ------ | ------ | ------ | ------ | -- |
| Serie C1             | 42    | 34     | 9      | 15     | 10     | 32     | 38     | -6 |
| Coppa Italia Serie C |       | 2      | 0      | 1      | 1      | 1      | 3      | -2 |
| Totale               |       | 36     | 9      | 16     | 11     | 33     | 41     | -8 |

### Statistiche dei giocatori
| Giocatore      | Serie C1 | Serie C1 | Coppa Italia Serie C | Coppa Italia Serie C | Totale   | Totale |
| Giocatore      | Presenze | Reti     | Presenze             | Reti                 | Presenze | Reti   |
| -------------- | -------- | -------- | -------------------- | -------------------- | -------- | ------ |
| G. Baronchelli | 26       | 2        | -                    | -                    | 26       | 2      |
| N. Binchi      | 16       | 0        | ?                    | 0                    | 16+      | 0      |
| A. Bolla       | 5        | 0        | ?                    | 0                    | 5+       | 0      |
| R. Colombo     | 3        | -4       | ?                    | -?                   | 3+       | -4+    |
| L. Consonni    | 22       | 2        | ?                    | 1                    | 22+      | 3      |
| G. Coti        | 6        | 0        | -                    | -                    | 6        | 0      |
| P. Curti       | 6        | 0        | ?                    | 0                    | 6+       | 0      |
| P. Fabbri      | 13       | -8       | -                    | -                    | 13       | -8     |
| M. Farris      | 25       | 0        | -                    | -                    | 25       | 0      |
| P. Ferraresso  | 28       | 3        | ?                    | 0                    | 28+      | 3      |
| A. Giordano    | 11       | 0        | ?                    | 0                    | 11+      | 0      |
| A. Gorrini     | 22       | 0        | ?                    | 0                    | 22+      | 0      |
| C. Lunini      | 5        | 0        | ?                    | 0                    | 5+       | 0      |
| V. Maenza      | 15       | 0        | -                    | -                    | 15       | 0      |
| G. Matticari   | 19       | 1        | -                    | -                    | 19       | 1      |
| F. Micco       | 5        | 1        | ?                    | 0                    | 5+       | 1      |
| M. Milana      | 18       | 1        | -                    | -                    | 18       | 1      |
| O. Milanetto   | 9        | 1        | ?                    | 0                    | 9+       | 1      |
| O. Millesi     | 20       | 6        | -                    | -                    | 20       | 6      |
| M. Pecorari    | 25       | 4        | ?                    | 0                    | 25+      | 4      |
| M. Pisciotta   | 22       | 0        | -                    | -                    | 22       | 0      |
| G. Presicci    | 6        | 0        | ?                    | 0                    | 6+       | 0      |
| F. Roma        | 19       | -26      | ?                    | -?                   | 19+      | -26+   |
| R. Sala        | 32       | 3        | ?                    | 0                    | 32+      | 3      |
| R. Savi        | 30       | 3        | ?                    | 0                    | 30+      | 3      |
| M. Tacchi      | 18       | 1        | -                    | -                    | 18       | 1      |
| S. Vecchi      | 32       | 0        | ?                    | 0                    | 32+      | 0      |
| L. Vigiani     | 1        | 0        | ?                    | 0                    | 1+       | 0      |